# Орлинці

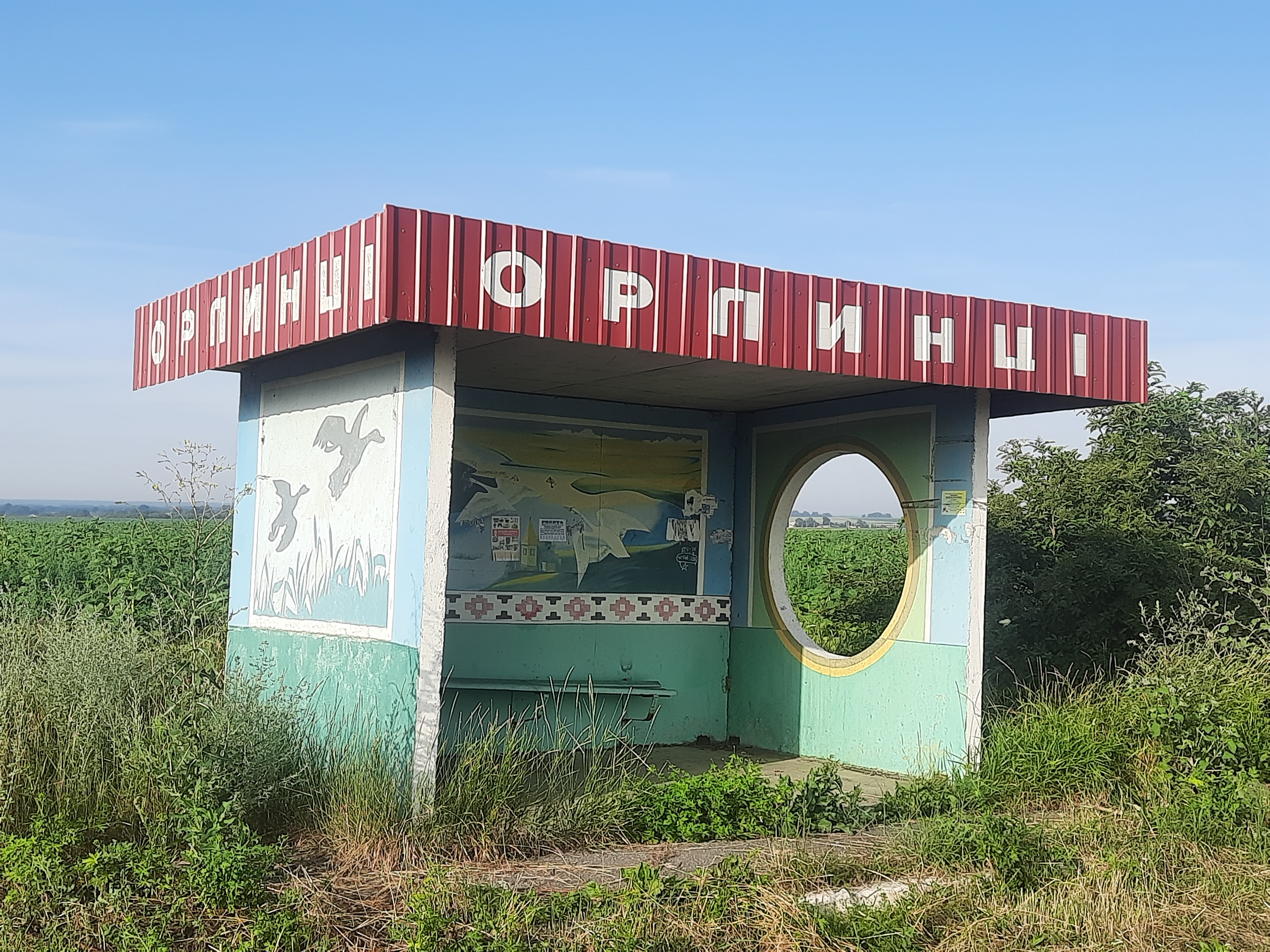
Автобусна зупинка біля села

Орли́нці (стара назва — Новоселиця-Лабунська) — село в Україні, у Грицівській селищній громаді Шепетівського району Хмельницької області. Населення становить 372 особи.

## Географія
Через село протікає річка Поганка.

## Історія
У 1906 році село Хролинської волості Ізяславського повіту Волинської губернії. Відстань від повітового міста 38 верст, від волості 14. Дворів 124, мешканців 626.
Колишній орган місцевого самоврядування — Рожичнянська сільська рада.